# 永泉寺 (犬山市)

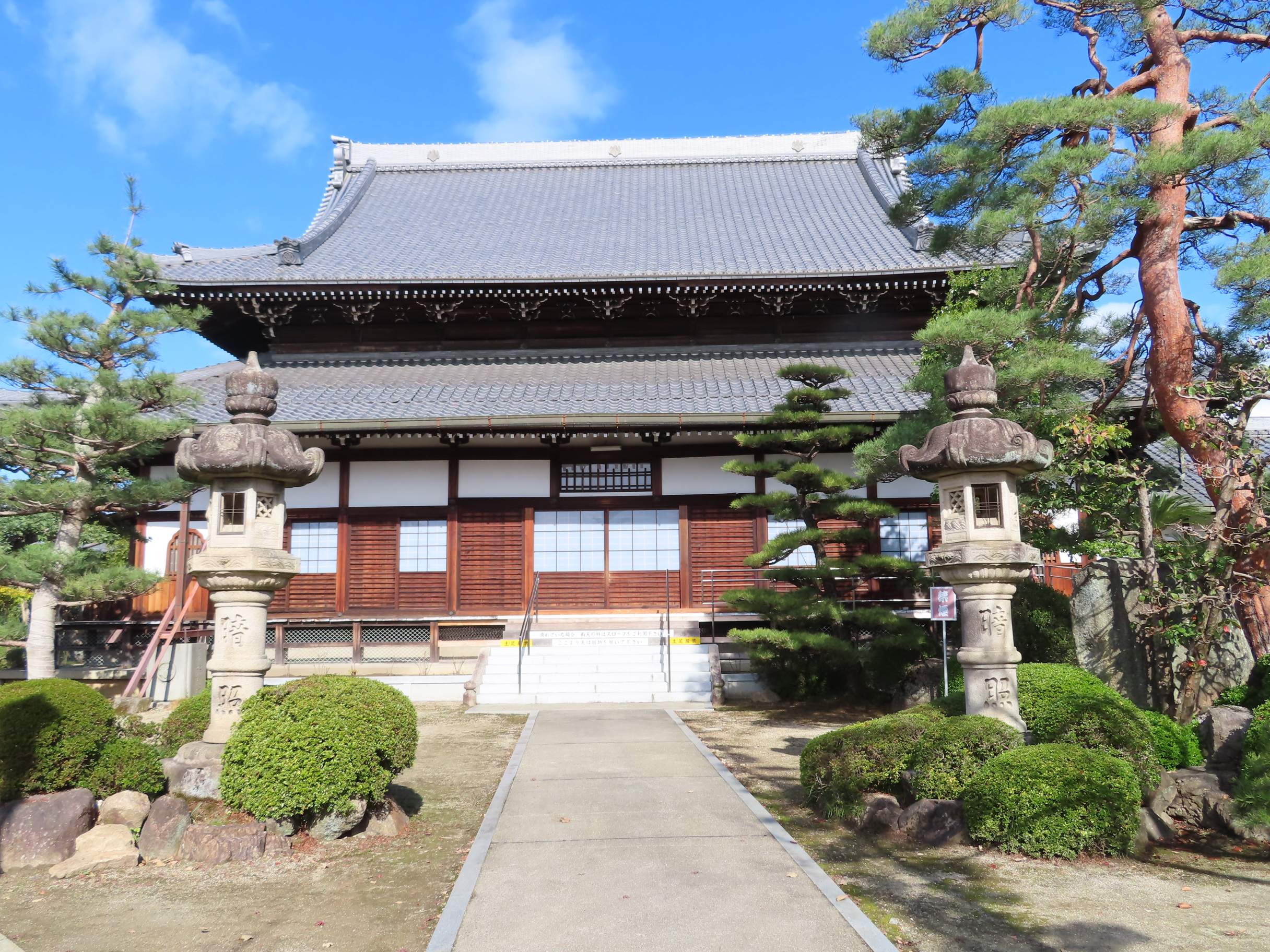
本堂

永泉寺(えいせんじ)は、愛知県犬山市にある臨済宗妙心寺派の寺院。山号は景徳山（けいとくさん）、本尊は釈迦如来。

## 歴史
開山禅師語録『永泉余滴』によると、天文元年（1532）、野呂長者惟久によって建立された。開山堂に掲げられる聯、及び所蔵の過去帳によると勧請開山を興宗宗松、創建開山を泰秀宗韓とする。興宗は悟溪宗頓の法嗣ゆえに、永泉寺は臨済宗妙心寺の東海派興宗門に属す。永泉余滴によると泰秀は始め悟溪に参じたが、悟溪遷化後に興宗に師事して法を嗣いだ。
過去帳記載によると、天文3年に織田信長が勝幡城で出生「甲午 織田信長生 勝幡城 小字云吉法師」、15年に元服「吉法師 信長公小字也 元服 古渡城 信秀所居」とある。巷間では当寺2世の澤彦宗恩が命名したと伝えられるが、寺伝では泰秀としている。泰秀は天文20年に遷化するまで永泉寺主席であったため、師匠の権威権限を飛び越して弟子の命名は現実ではありえないと口伝されている。
信長によって境内の池は湖山水、門前の巨木を傘（からかさ）の松と名付けられたと口伝や『尾張名所図会』にいわれる。
過去帳には年月不詳ながら澤彦の父の葬儀の事績が載り、永泉余滴には泰秀の香語が記され、父は松泉軒と名乗り一宮の妙興寺に住んで泰秀とは父子のような間柄だったとある。
天文18年に信長の父信秀が死し「己酉三月三日 信秀 信長父備後守死 年四十二号 桃岩 信長續家督」と記されている。その後、平手政秀が諌死、澤彦が移って政秀寺を創建した。『平手家牒譜』によると、平手家は政秀の曽祖父義秀の代から当寺の檀越と伝えられている。
野呂惟久は天文16年死す「丁未年 當寺開基石窻永堅庵主 野呂長者惟久 行年七十八歳」。
天文20年、泰秀が遷化、世寿67。後に敕されて慧日大聖禅師と諡された。
過去帳には信長麾下の梶川家の者たちの戒名が載るが、当寺との関わりは不明である。
後に小牧長久手の戦いで灰燼に付し、荒廃した。澤彦の後を雪巖宗郝が継ぎ、本堂を再築した。
江戸時代に入り、犬山市羽黒の豪族梶原家の出自といわれる槐山宗三が住することによって漸次復興される。澤彦からしばらくの代は、永泉寺と政秀寺やその他末寺寺院の運営を派中で取りまとめていた。
槐山の後は禅外崇喝、徹源祖侃と続き、徹源によって本堂が中興された。
徹源は後藤又兵衛の遺児と伝えられ、過去帳に「當寺中興徹源祖侃大和尚 父後藤又兵衛仕秀頼公在大坂城」とある。又兵衛の戒名「長野善久居士」や母妹などの戒名の記載もある。また、「正保三丙戌年 茲歳當寺新再興徹源大和尚自筆之記録有之」ともあって、この記録は残っていないが『政秀寺古記』はこれが基となっていると当寺口伝にいう。
『尾張名所図会』に「薬剤処方」の記述があるが、痕跡を窺う資料などは残っていない。
『妙心寺派データベース』によると、泰秀を源流にする寺院数は約170ケ寺、妙心寺派内では1/20ほどの規模である。
境内にはマメナシの木が数本自生していて、愛知県のレッドデータブック内の絶滅危惧種に指定されている。

## 末寺
- 慈光寺 (多治見市)